# 爱沙尼亚驻华大使馆
爱沙尼亚驻华大使馆，是爱沙尼亚共和国在中华人民共和国的最高外交代表机构。馆址位于中国北京市朝阳区亮马桥北小街1号。該大使館同時兼轄愛沙尼亞在越南、蒙古及泰國的利益。

## 历史
1991年9月11日，爱沙尼亚与中华人民共和国建交。1997年，爱沙尼亚在北京设置大使馆，并在2002年开始派遣驻华大使。

## 相關鏈接
- 官方网站